# Persa
Genre
Synonymes
- Quadrularia Weill & Weill, 1935[1]

Persa est un genre de trachyméduses (hydrozoaires) de la famille des Rhopalonematidae.

## Liste d'espèces
Selon World Register of Marine Species (20 février 2019) :
- Persa incolorata McCrady, 1859

## Publication originale
- McCrady, 1859 : Gymnopthalmata of Charleston Harbor. Proceedings of the Elliott Society of Natural History, vol. 1, pp. 103-221 (texte intégral) (en).